# Ланлеф
Ланле́ф (фр. Lanleff, брет. Lanleñv) — коммуна во Франции, находится в регионе Бретань. Департамент — Кот-д’Армор. Входит в состав кантона Пемполь. Округ коммуны — Генган.
Код INSEE коммуны — 22108.

## География
Коммуна расположена приблизительно в 400 км к западу от Парижа, в 120 км северо-западнее Ренна, в 29 км к северо-западу от Сен-Бриё.
Вдоль западной границы коммуны протекает река Леф.

## Население
Население коммуны на 2016 год составляло 121 человек.
| 1962 | 1968 | 1975 | 1982 | 1990 | 1999 | 2008 | 2016 |
| ---- | ---- | ---- | ---- | ---- | ---- | ---- | ---- |
| 133  | 117  | 88   | 87   | 101  | 110  | 103  | 121  |

## Администрация
| Период | Период | Фамилия      | Партия                  | Примечания                                        |
| ------ | ------ | ------------ | ----------------------- | ------------------------------------------------- |
| ?      | 2001   | Ив Кренан    |                         |                                                   |
| 2001   | 2014   | Морис Гоарен | Социалистическая партия | фермер, президент сообщества коммун Пемполь-Гоэло |

## Экономика
В 2007 году среди 66 человек в трудоспособном возрасте (15—64 лет) 42 были экономически активными, 24 — неактивными (показатель активности — 63,6 %, в 1999 году было 74,6 %). Из 42 активных работали 38 человек (20 мужчин и 18 женщин), безработных было 4 (2 мужчин и 2 женщины). Среди 24 неактивных 13 человек были учениками или студентами, 7 — пенсионерами, 4 были неактивными по другим причинам.

## Достопримечательности
- Руины ротонды (т. н. храм Ланлеф; XI век). Исторический памятник с 1889 года[3]

## Фотогалерея

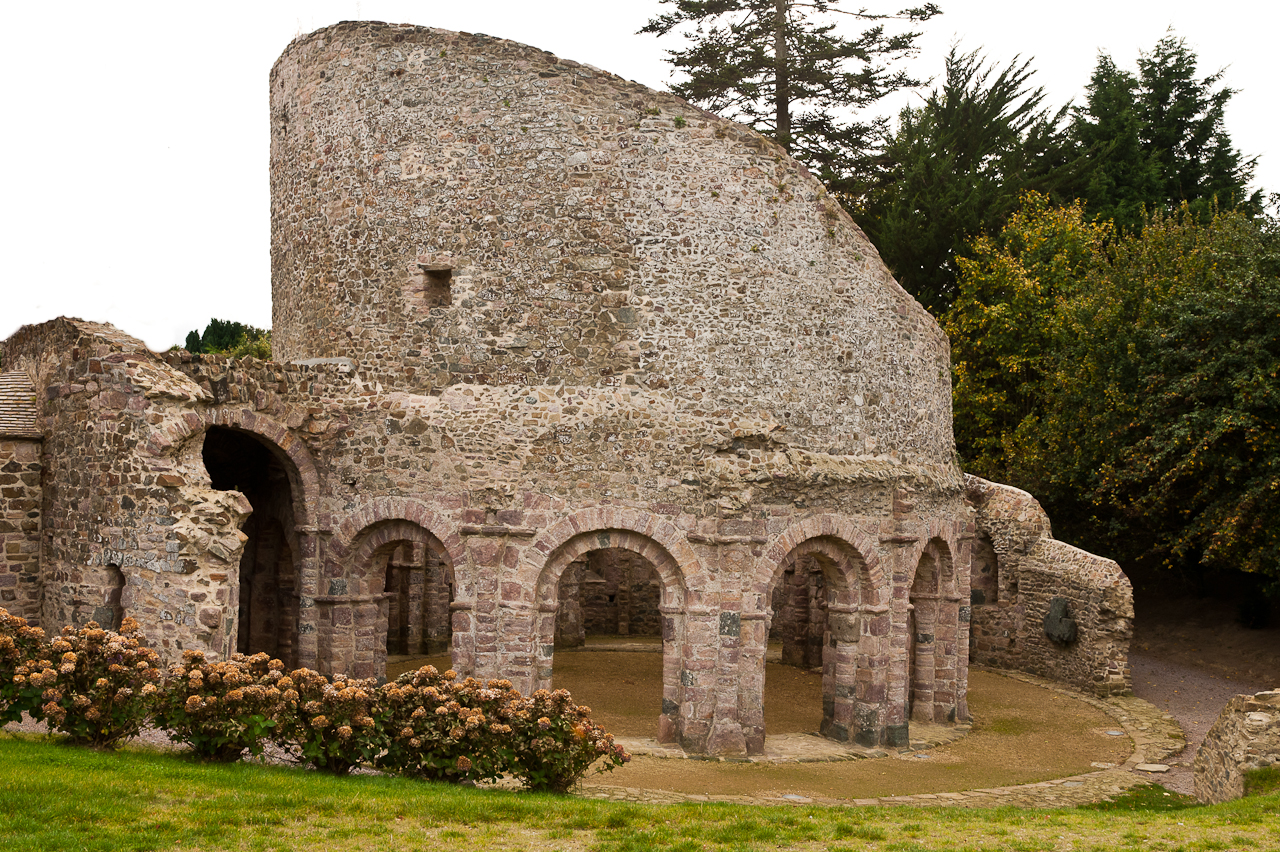
Руины ротонды
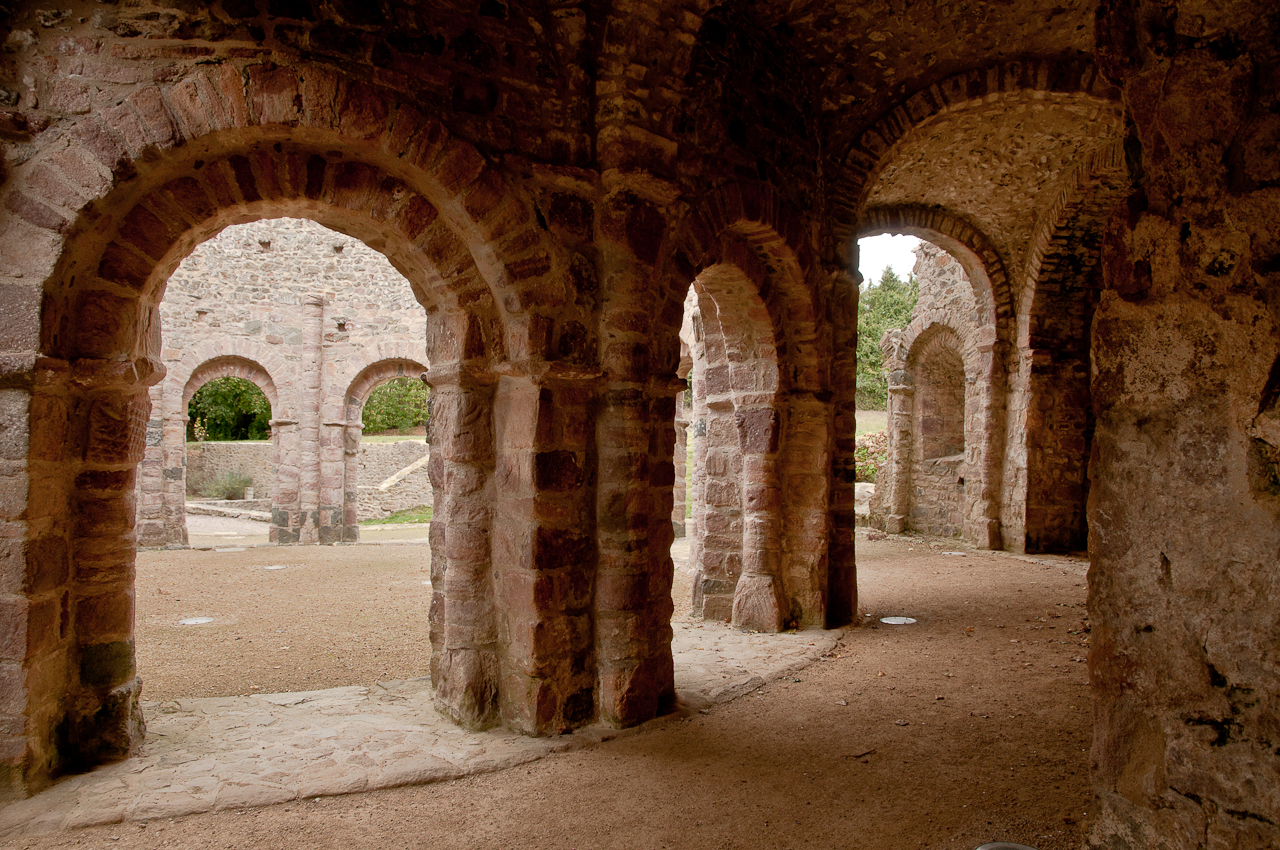
Руины ротонды
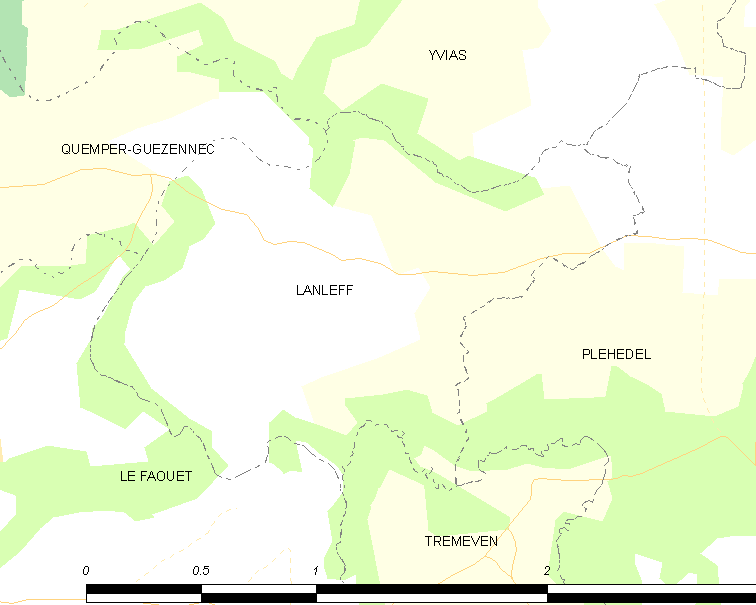
Карта коммуны